# Pierre Morel
Pierre Morel (França, 12 de Maio de 1964) é um diretor e cinematografista francês.

## Vida e carreira
Depois de passar anos estudando e se formar na escola de cinema, Pierre Morel estreou em 2000 como operador de câmera no primeiro longa L'Art (délicat) de la séduction do diretor Richard Berry.
Nos anos seguintes, ele começou uma carreira como cinematografista trabalhando com diretores como Louis Leterrier, Corey Yuen, Nancy Meyers, Alek Keshishian, Luc Besson e Phillip Atwell, assim como também dirigia seus longas Banlieue 13, seguido por Taken e From Paris with Love.
Morel irá dirigir o remake de Duna, baseado no romance de Frank Herbert

## Filmografia

### Como cinematografista
- L'Art (délicat) de la séduction (2001)
- The Transporter (2002)
- Something's Gotta Give (2003)
- Unleashed (2005)
- Love and Other Disasters (2006)
- Arthur and the Minimoys (2006)
- War (2007)

### Como diretor
- Banlieue 13 (2004)
- Taken (2008)
- From Paris with Love (2010)
- The Gunman (2015)
- Duna (pré-produção)
- Peppermint (2018)